# Ahaggaria foleyi
Ahaggaria foleyi is een keversoort uit de familie ruighaarkevers (Dryopidae). De wetenschappelijke naam van de soort werd in 1929 gepubliceerd door Peyerimhoff.